# Podallea exarmata
Podallea exarmata is een insect uit de familie van de Berothidae, die tot de orde netvleugeligen (Neuroptera) behoort. 
Podallea exarmata is voor het eerst wetenschappelijk beschreven door Tjeder in 1959.